# Moorgrund
Moorgrund era un comune di 3.523 abitanti della Turingia, in Germania.

## Storia
Il 31 dicembre 2019 il comune di Moorgrund venne soppresso e aggregato alla città di Bad Salzungen.